# Otophorus haemorrhoidalis
Otophorus haemorrhoidalis is een keversoort uit de familie bladsprietkevers (Scarabaeidae). De wetenschappelijke naam van de soort werd in 1758 als Scarabaeus haemorrhoidalis gepubliceerd door Carl Linnaeus.